# Якут-Гора
Якут-Гора — сопка высотой 1327,9 м в горном хребте Сихотэ-Алинь в Приморском крае, на границе Кавалеровского района и Дальнегорского городского округа. Находится в 17,6 км к западу от центра Дальнегорска. Южные склоны — берёзовые редколесья, северные — густой ельник. На вершине горы характерна сложная полутундровая растительность. На крутом южном склоне у вершины - берёзовое криволесье; северный, пологий склон занят густым угнетённым березняком, ниже уступающим место елово-пихтовому лесу. Якут-гора расположена рядом с Высокогорским перевалом. С самой высокой точки Якут-горы открывается вид на Японское море.

## Геология
Якут-Гора — древняя вулканическая постройка, формировавшаяся в конце мезозойской эры. В палеогене этот вулкан ещё продолжал действовать. Лавы застывая, образовывали риолиты — светлые, желтоватые, розовые породы с редкими выделениями полевого шпата в очень мелкой, стекловатой основной массе. Самым поздним проявлением магматической деятельности являются дайки диоритовых порфиритов с абсолютным возрастом 37 млн лет. В результате активной магматической и вулканической деятельности в верхнем мелу выделялись флюиды, содержащие газы, гидротермальные растворы, богатые различными химическими элементами. Растворы эти имели высокие температуры (400—500 градусов), высокую химическую активность, воздействовали на породы, в которых образовывались полости. При понижении температуры растворов в них, происходила кристаллизация минералов. На склонах Якут-горы расположено небольшое рудопроявление золота и бериллия.

## Туризм
Наиболее удобный путь на вершину начинается от трассы Осиновка — Рудная пристань у подножья Высокогорского перевала. Далее, по лесной дороге на Перлитку (г. Нежданка 919 м) до седловины (ок. 700 м над ур. моря) между Якут-Горой и Нежданкой. Оттуда по крутому восточному склону до высоты приблизительно 1100 м. Далее тянется более пологий хребтик до самой вершины.. Снегопады начинаются в конце сентября — начале октября. Устойчивый снежный покров на горе появляется, в основном, в первой половине ноября, увеличиваясь в течение зимы до максимальных размеров к началу марта. Снежные наддувы и перемёты на гребнях и седловинах окончательно стаивают к концу мая. Наиболее позднее выпадение снега наблюдалось на горе 30 мая 2008 года.

## Разное
На южном склоне Якут-горы в 1970-х годах потерпел авиакатастрофу пассажирский самолёт АН-2. При подлёте к аэродрому Дальнегорска в условиях плохой видимости, самолёт чуть не врезался в гору. В последний момент пилот успел увести самолёт от прямого столкновения, но машина села на брюхо на крутом склоне. Жертв удалось избежать.